# Богоявленская церковь (Кумшацкая)
Богоявленская церковь — бывший православный храм в станице Кумшацкой Области Войска Донского, ныне Ростовской области.

## История
До 1737 года в станице Кумшацкой существовала деревянная церковь во имя Богоявления Господня, которая была сожжена напавшими на станицу кубанцами (по другим данным — черкесами). В 1738 году станичники храм восстановили. В 1757 году, из-за наводнений, станица переселилась на новое место выше по Дону, и жители просили перенести туда же старую ветхую церковь. Но была заложена летом 1757 года новая деревянная церковь, которая была освящена в ноябре 1762 года. В 1768 году станица опять переселилась на новое место, перенесена была и церковь, освящённая в 1772 году.
Этот храм просуществовал до 1794 года, когда пожар уничтожил его. Вместо в октябре 1795 года него была заложена новая деревянная церковь в тоже наименование, освящённая в 1796 году. В мае 1852 года по неизвестной причине сгорело и это здание церкви. В следующем году в станице был построен деревянный однопрестольный молитвенный дом без колокольни, перенесённый в 1869 году в хутор Солоный. В 1869 году в Кумшацкой наконец был построен каменный храм, освящённый в этом же году. Церковь была однопрестольная того же наименования, с колокольнею и оградой.
До настоящего времени храм не сохранился, дата его утраты не установлена. Сохранившиеся некоторые надгробные плиты с территории церковного кладбища перенесены к Поклонному кресту за автовокзалом города Цимлянска.